# Howe Sound
El Howe Sound  (en francés: Baie (de /d')Howe) es un seno o gran entrante marino aproximadamente triangular de la costa del Pacífico de Canadá, que se une a una red de fiordos situados justo al noroeste de Vancouver, en la Columbia Británica. 

## Geografía

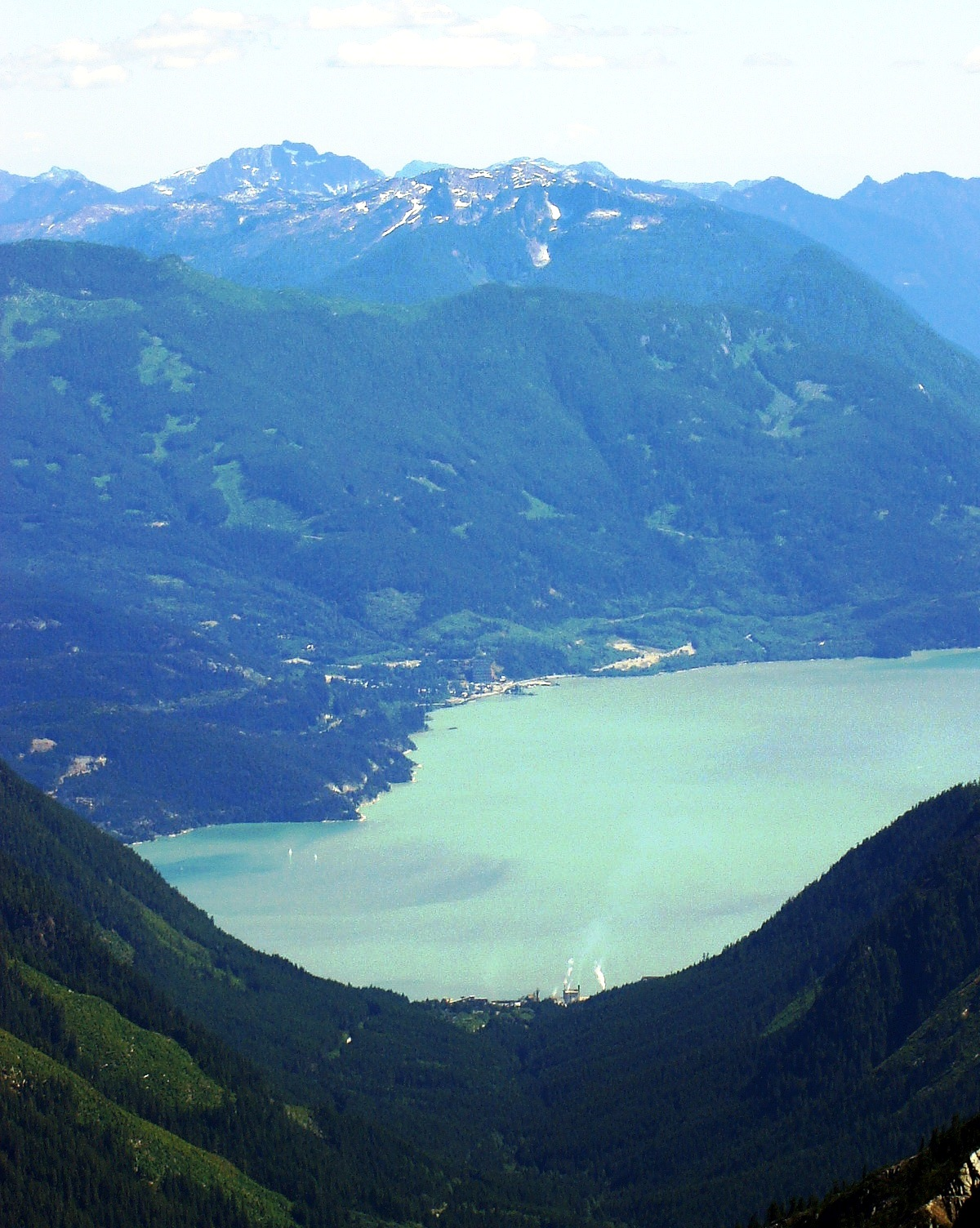
El Howe Sound desde el monte Roderick. La localidad de Woodfibre en la costa cercana (oeste) en primer plano y Playa Britannia en la costa lejana.

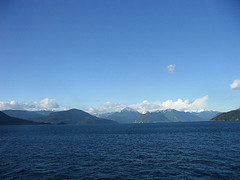
El Howe Sound visto desde el ferry de la isla Bowen.

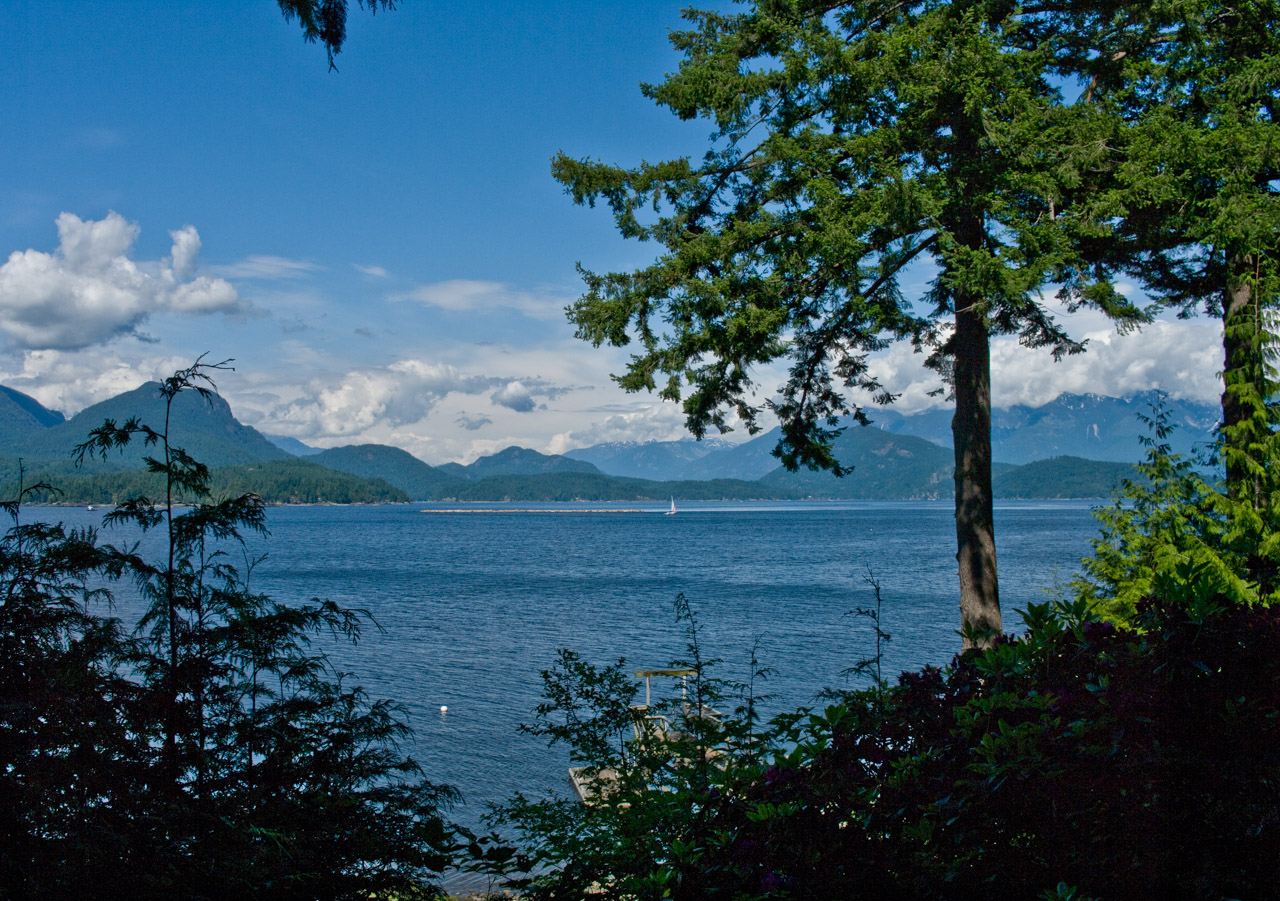
Una vista del centro del Howe Sound mirando hacia el norte desde la isla de Keats, ilustrando la vegetación típica y el tráfico marino.

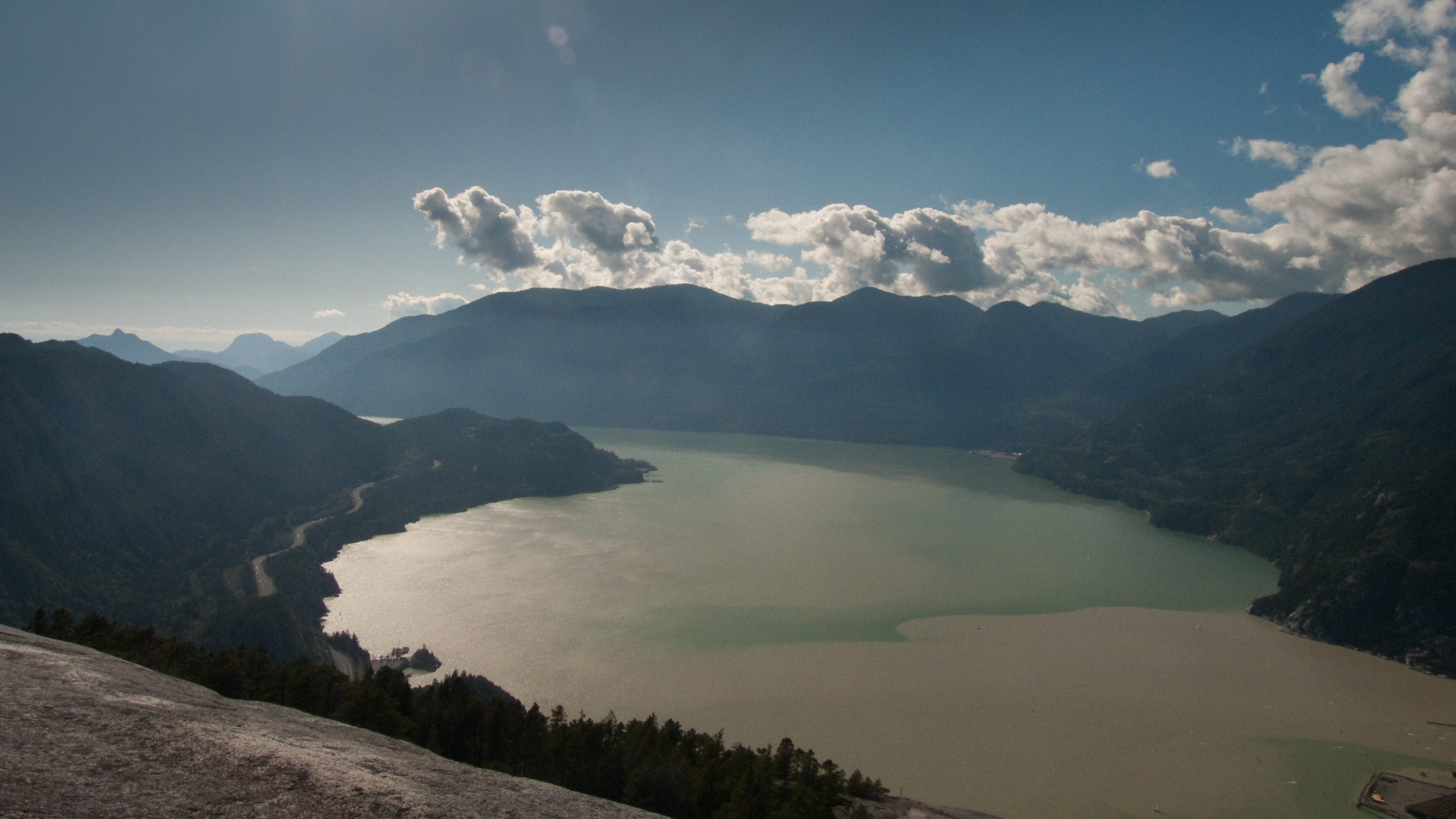
El Howe Sound visto desde el Stawamus Chief.

La boca del Howe Sound en el estrecho de Georgia está situada entre el distrito de West Vancouver y la Sunshine Coast. El seno es triangular, abriéndose al suroeste en el estrecho de Georgia, y se extiende 42 km al noreste hasta su cabecera en la pequeña localidad de Squamish, cerca de la desembocadura del homónimo río Squamish (~ 90 km). Hay varias islas en el seno, tres de las cuales son grandes y montañosas. Las empinadas costas del continente canalizan las brisas a medida que las corrientes térmicas diarias hacen que el viento aumente hasta los 20 nudos (37 km/h) o más en el extremo norte de la bahía en un día típico de verano. En la costa oriental del Howe Sound se encuentra un pequeño afloramiento de roca volcánica llamado el centro volcánico de Watts Point. 

## Historia
La historia del Howe Sound comienza con los pueblos indígenas, los squamish y los shishalh, que han vagado por estas tierras y navegado por sus aguas durante miles de años, y cuyos sitios de aldeas y campamentos están repartidos por toda la zona. La tierra y las islas todavía son utilizadas por squamish y shishalh para prácticas culturales. Tanto el squamish como el shishalh son parte de las agrupaciones lingüísticas y culturales de los salish de la costa. 
El explorador español José María Narváez llegó hasta el seno en 1791 y lo llamó boca del Carmelo. El capitán George Vancouver penetró en el seno en 1792, y lo nombró en honor al almirante Richard Howe, conde de Howe
En 1888, se descubrió cobre en las montañas alrededor del arroyo Britannia, al sur de Squamish. La minería a gran escala comenzó en la playa de Britannia en 1905, y para 1929, la mayor mina de cobre del Imperio británico estaba ubicada allí, junto a las costas del Howe Sound. La mina cerró en 1974, pero parte de su legado histórico ha sido la gran cantidad de efluentes tóxicos que ha depositado en el Howe Sound.

## Islas en el Howe Sound
La isla del Pasaje marca la entrada al Howe Sound. Tiene algunos residentes durante todo el año y vistas del centro de Vancouver y de la isla de Vancouver. Es un área no incorporada, es parte del Área Electoral A de Metro Vancouver, que es miembro del Distrito Regional de Metro Vancouver. Los barcos que entren en el Howe Sound pasarán al este o al oeste de la isla del Pasaje.
La isla Bowen es la isla más poblada y la más cercana a Vancouver, ya que está justo enfrente de la bahía de Horseshoe. Está incorporada como municipio de la isla y es un municipio miembro de Metro Vancouver. 
La isla de Gambier es la más grande de las islas del Howe Sound, al noroeste de Bowen, cerca del desembarco del ferry de Langdale. Gambier tiene una pequeña población residente, además de cientos más que disfrutan de la comunidad del suroeste de la península en los meses de verano. Esta zona cuenta con un transbordador a pie durante todo el año, el Stormaway IV, dirigido por BC Ferries, y un centro comunitario. Hasta hace poco, el único lugar comercial de la isla, el General Store, estaba situado aquí, cerca de New Brighton, donde llega el ferry. La tienda está ahora cerrada. Esta zona de Gambier tiene electricidad y teléfono de línea. También hay numerosas casas de temporada en las costas de las bahías meridionales (West Bay, Centre Bay, Port Graves y Halkett Bay), así como varios clubes náuticos locales en las partes meridional y septentrional de la isla. Más allá de la península sudoccidental, los visitantes estacionales dependen de la energía solar, eólica y de generadores. La costa noroeste de Gambier, con el Canal Thornborough adyacente, sigue dominada por la industria forestal. El "estanque" de la bahía de Andy es uno de los mayores puertos madereros de Norteamérica. Cerca de la bahía de Andy se encuentra una explotación maderera operada por residentes en tierras de la provincia (WL039), con una activa explotación forestal y reforestación. El cuadrante noreste de Gambier también es tierra de la Corona, con otros dos grandes lotes madereros propuestos por el Ministerio de Bosques de la provincia, pero que aún no se han llevado a cabo debido a la oposición de muchos residentes locales, miembros de la Nación Squamish, cuyo territorio incluye, y partidarios preocupados de un Howe Sound menos industrial. La isla cuenta con excelentes lugares para practicar el senderismo en la tierra provincial de la Corona que domina su sector norte. 
Una tercera isla, más pequeña pero extremadamente empinada y cónica, al noreste de ambas, es la isla de Anvil, también conocida como la isla del Sombrero. La isla Anvil tiene un campamento de verano de la iglesia, así como varias casas de temporada, principalmente en la bahía sur formada por una prominente península que se proyecta hacia el este. La bahía que da al norte de esta península está expuesta a fuertes vientos del norte durante la noche y el invierno. 
La isla Keats, cerca de Gibson's Landing, cuenta con numerosas casas de verano que bordean sus costas, además de un gran campamento de la iglesia para niños, un gran complejo de retiro y el parque provincial marino Plumper Cove. La isla cuenta con servicio de taxi acuático desde Langdale. Hay un pequeño núcleo de residentes permanentes que viven en Eastbourne . 
Entre las islas Keats y Bowen se encuentra el grupo Pasley, un grupo de islas de propiedad privada, cada una con varias casas de temporada. Más al sureste se encuentra la isla de Worlcombe, también habitada por temporadas. 
Justo al norte de Horseshoe Bay se encuentra la isla Bowyer, otra isla empinada con casas estacionales a lo largo de sus costas sur y oeste. Al igual que la isla del Pasaj, la isla Bowyer  también es un área no incorporada y parte del Área Electoral A de Metro Vancouver, que es miembro del Distrito Regional Metro Vancouver .
Las islas deshabitadas en la sección norte de Howe Sound incluyen las islas de Defensa, un par de islas rocosas que comprenden las Reservas Indias de las Islas de Defensa 28 y 28A.     